# Kévin Sommer
Kévin Sommer (Mulhouse, 8 november 1989) is een Frans voetballer die speelt als doelman.

## Carrière
Sommer speelde bij de jeugd van RC Strasbourg, bij deze club maakte hij ook zijn profdebuut. Nadien speelt Sommer voornamelijk voor clubs in de lagere divisies. Zo speelde hij voor het Franse FC Mulhouse, het Belgische Bleid-Gaume, het Luxemburgse Hamm Benfica en het Franse ASC Biesheim. In 2017 keert hij dan terug naar de eerste klasse door een contract te tekenen bij de Luxemburgse ploeg Jeunesse Esch en speelde er drie seizoenen.
In 2020 maakte hij de overstap naar Progrès Niedercorn. In 2021 keerde hij terug naar Jeunesse Esch. In februari 2024 scheurde hij zijn kruisbanden waardoor hij lange tijd geblesseerd was.